# Народний артист Української РСР
«Народний артист Української РСР» — почесне звання, встановлене в Кодексі законів про народну освіту УРСР, затвердженому ВУЦВК 22 листопада 1922 року. Присвоювала Президія Верховної Ради Української РСР видатним діячам мистецтва, які особливо відзначилися в справі розвитку театру, музики й кіно.
Присвоювалося, як правило, не раніше ніж через п'ять років після присвоєння почесного звання «Заслужений артист Української РСР» або «Заслужений діяч мистецтв Української РСР». Наступним ступенем визнання було присвоєння звання «Народний артист СРСР».
Вперше нагородження відбулося 12 січня 1923 року — володарем цього звання стала Заньковецька Марія Костянтинівна — акторка театру. Останнім нагородженим 1990 року став Салік Олександр Якович — військовий диригент.
З розпадом Радянського Союзу, в Україні звання «Народний артист Української РСР» замінено званням «Народний артист України», при цьому за званням збережено права та обов'язки, передбачені законодавством колишніх СРСР та Української РСР про нагороди.

## Джерело
- Відзнаки Української РСР: довідник / Ред. А. В. Юркевич. — К.: Мистецтво, 1971. — 67, [25] С.
- Огій О. М. Відзнаки доблесної праці / О. М. Огій, П. В. Швець. — К.: Політвидав, 1980. — 190 С.
- http://www.history.org.ua/?termin=Derzh_nagorody_URSR [Архівовано 9 травня 2016 у Wayback Machine.].
- Боев В. А. Почётные звания Украинской ССР. Каталог-справочник / В. А. Боев. — К., 2014. — 160 с. (рос.)